# Siergiej Abramow (ekonomista)
Siergiej Borisowicz Abramow (ros. Сергей Борисович Абрамов, ur. 29 lutego 1972 w Moskwie) – rosyjski ekonomista, promoskiewski polityk czeczeński.

## Życiorys
Jeszcze przed ukończeniem studiów pracował w rosyjskich bankach w Moskwie, zajmując się operacjami walutowymi. Przez półtora roku był ministrem finansów i człowiekiem Kremla w Czeczenii. Wsławił się tym, że w czasie całego urzędowania tylko kilka razy pojawił się w tej republice. Na początku 2003 roku został odwołany przez Achmata Kadyrowa.
W marcu 2004 Kadyrow powołał go na stanowisko premiera rządu Czeczenii. 9 maja 2004 (po śmierci Kadyrowa w zamachu) przejął czasowo obowiązki prezydenta; 5 października 2004 został zaprzysiężony nowy prezydent, Ału Ałchanow. 28 lutego 2006 podał się do dymisji.

## Odznaczenia
- Order „Za zasługi wojskowe”[2]
- Order Honoru[2]
- Order Kadyrowa[2]